# Democracia formal
Democracia formal, también conocida como democracia política o democracia representativa, es un sistema de gobierno que se basa en la separación de poderes del Estado y en la representación política de la sociedad civil. A diferencia de la democracia directa, en la que los ciudadanos participan directamente en la toma de decisiones, la democracia formal delega esta función en representantes elegidos por el pueblo a través de elecciones libres y competitivas.

## Principios fundamentales
Los principios fundamentales de la democracia formal son:
- Soberanía popular: El poder reside en el pueblo, quien lo delega en sus representantes a través del voto.
- Representación política: Los ciudadanos eligen a sus representantes para que defiendan sus intereses en la creación de leyes y en el control del gobierno.
- Separación de poderes: El poder del Estado se divide en tres ramas independientes: legislativo, ejecutivo y judicial, que se controlan mutuamente para evitar el abuso de poder.
- Estado de derecho: Todos los ciudadanos, incluyendo los gobernantes, están sujetos a la ley.
- Libertad política colectiva: Los ciudadanos tienen el derecho de participar en la vida política, de expresar sus opiniones y de asociarse libremente.
- Elecciones libres y competitivas: Los ciudadanos tienen la posibilidad de elegir entre distintas opciones políticas en elecciones periódicas.

## Diferencias con la partidocracia
La democracia formal se diferencia de la partidocracia o Estado de Partidos en varios aspectos clave:
- Representación: En la democracia formal, los representantes son elegidos en distritos pequeños (mónadas electorales) con un sistema mayoritario, lo que garantiza que el diputado represente los intereses de su distrito y esté sujeto a un mandato imperativo y revocable. En la partidocracia, los diputados son elegidos por un sistema proporcional en listas de partido, lo que los convierte en representantes del partido y no de la sociedad, eliminando la posibilidad de un mandato imperativo o de revocación.[1]
- Separación de poderes: En la democracia formal, la separación de poderes es real y efectiva, ya que los distintos poderes del Estado son independientes y se controlan mutuamente. En la partidocracia, la separación de poderes es una ficción, ya que el partido gobernante controla todos los poderes del Estado a través de la disciplina de partido y del reparto de cuotas de poder.[2]
- Libertad política: En la democracia formal, la libertad política colectiva está garantizada por la posibilidad de elegir y deponer a los gobernantes, y por la existencia de una sociedad política activa que representa a la sociedad civil. En la partidocracia, la libertad política está limitada por el control que ejercen los partidos estatales sobre la vida política y por la ausencia de una sociedad política independiente.[3]

## Impulso de la libertad política colectiva
De acuerdo con Antonio García-Trevijano, la libertad política colectiva es esencial para la democracia formal, ya que permite a los ciudadanos participar en la vida política y controlar el poder del Estado. Sin libertad política, la democracia se convierte en una farsa y la sociedad se ve sometida a la arbitrariedad del poder.